# کلئوپاترا
کلئوپاترای هفتم فیلوپاتور (به یونانی باستان: Κλεοπάτρα Φιλοπάτωρ؛ اواخر سال ۶۹ پیش از میلاد – ۱۰ اوت ۳۰ سال پیش از میلاد) معروف به کلئوپاترا ملکهٔ دودمان سلطنتی بطلمیوسی بود. بطلمیوسی‌ها خاندانی یونانی‌تبار بودند که پس از مرگ اسکندر، در عصر هلنیستی ۲۷۵ سال بر مصر فرمان می‌راندند. بطلمیوسی‌ها در سرتاسر تاریخ خود به زبان یونانی تکلم می‌کردند و از تکلم به زبان مصری خودداری می‌کردند. از این روست که در اسناد رسمی دربار همچون سنگ رشید علاوه بر زبان مصری، یونانی نیز مورد استفاده قرار گرفته است. اما کلئوپاترا زبان مصری را فرا گرفت و خود را به عنوان کسی که ایسیس، ایزدبانوی مصری، در او حلول کرده است معرفی نمود.
کلئوپاترا زنی بسیار زیبا، باسواد، باهوش و جاه‌طلب بود. وقتی در هجده سالگی ملکه مصر شد که فرمانروایی برای زنان ممنوع بود؛ بنابراین او را مجبور کردند که فرمانروایی خود را ابتدا با برادرانش و سپس با پسرش شریک شود. کلئوپاترا در ابتدا به همراه پدرش، بطلمیوس دوازدهم آولتس، و سپس به همراه برادرانش، بطلمیوس سیزدهم و بطلمیوس چهاردهم، مشترکاً بر تخت سلطنت نشست اما در نهایت به تنهایی فرمانروای مصر شد.
به عنوان فرعون مصر، کلئوپاترا درگیر رابطه‌ای نامشروع با ژولیوس سزار شد که او را در رسیدن به تاج‌وتخت و استحکام‌بخشیدن به قدرتش یاری کرده‌بود. او، پسرش از سزار یعنی سزاریون را تا مقام فرمانروای مشترک مصر ترفیع داد.
پس از قتل سزار در سال ۴۴ پیش از میلاد، او از مارک آنتونی در برابر وارث قانونی سزار، گایوس ژولیوس سزار اوکتاویانوس، حمایت کرد. کلئوپاترا درگیر رابطهٔ عاشقانهٔ دیگری با مارک آنتونی شد و بنا بر اظهارات کنیز مراقب کلئوپاترا، هرگز به صورت رسمی با آنتونی ازدواج نکرد؛ آنتونی در روم دارای همسر بود و در روم تعدد زوجین عملی ناشایست بحساب می‌آمد ولی کلئوپاترا از آنتونی صاحب فرزند گردید. کلئوپاترا از مارک آنتونی دوقلویی به نام‌های کلئوپاترا سلن دوم و الکساندر هلیوس و پسر دیگری به نام بطلمیوس فیلادلفوس زایید. آنتونی پس از شکست در نبرد آکتیوم در برابر نیروهای اوکتاویان، خودکشی کرد. وقتی کلئوپاترا متوجه شد که اوکتاویان قصد دارد او را در مراسم پیروزی روم خود به نمایش بگذارد، با مسمومیت خودکشی کرد (برخلاف باور رایج که می‌گویند مار کبری او را گزیده است). پسر وی، سزاریون که توسط پیروانش فرعون جدید مصر نامیده شده‌بود، تنها یازده روز بعد به دستور اوکتاویان کشته شد. بدین ترتیب مصر به یکی از استان‌های روم به نام آیگیپتوس تبدیل شد.
میراث کلئوپاترا در آثار هنری دوران باستان و مدرن پابرجاست. دیدگاه‌های انتقادی دربارهٔ او در تاریخ‌نگاری رومی و اشعار لاتین رایج بوده و تأثیر آن تا ادبیات قرون وسطی و رنسانس ادامه داشته است. در هنرهای تجسمی، تصاویری از او مانند مجسمه‌ها، نقاشی‌ها، حکاکی‌های کامئو و شیشه‌ای، سکه‌های مربوط به دوران بطلمیوسی و رومی، و نقش‌برجسته‌ها دیده می‌شود. کلئوپاترا در هنر رنسانس و باروک الهام‌بخش آثار هنری از جمله اپراها، نقاشی‌ها، اشعار، مجسمه‌ها و نمایشنامه‌های دراماتیک بوده است. از دوره ویکتوریا، او به نماد فرهنگی مصر تبدیل شد و همچنین در دوره معاصر، در هنرهای زیبا و کاربردی، طنزهای بورلسک، فیلم‌های هالیوودی و حتی تبلیغات تجاری جایگاه ویژه‌ای پیدا کرد.

## زمینه
فرعون‌های بطلمیوسی توسط کاهن اعظم پتا در منف تاج‌گذاری می‌کردند، اما در شهر چندفرهنگی و عمدتاً یونانی‌زبان اسکندریه، که به‌دست اسکندر بزرگ بنیان‌گذاری شده بود، اقامت داشتند. آن‌ها به زبان یونانی سخن می‌گفتند و مصر را به سبک پادشاهان هلنیستی اداره می‌کردند و از یادگیری زبان بومی مصری سر باز می‌زدند. در مقابل، کلئوپاترا در بزرگسالی به چندین زبان تسلط داشت و اولین حاکم بطلمیوسی بود که به‌طور شناخته‌شده زبان مصری را آموخت. پلوتارک اشاره می‌کند که او همچنین به زبان اتیوپیایی، زبان «تروگلودیت‌ها»، عبری (یا آرامی)، عربی، زبان سوری (شاید سریانی)، مادی و پارتی صحبت می‌کرد و ظاهراً به لاتین نیز تسلط داشت، هرچند معاصران رومی‌اش ترجیح می‌دادند با او به زبان مادری‌اش، یعنی یونانی کوینه، گفتگو کنند. علاوه بر یونانی، مصری و لاتین، این زبان‌ها نشان‌دهنده آرزوی کلئوپاترا برای بازگرداندن سرزمین‌های شمال آفریقا و غرب آسیا بودند که زمانی بخشی از قلمرو پادشاهی بطلمیوسی به‌شمار می‌رفتند.
مداخله‌گری روم در مصر به پیش از دوران سلطنت کلئوپاترا بازمی‌گردد. هنگامی که جد کلئوپاترا، بطلمیوس نهم لاتیروس، در اواخر سال ۸۱ پیش از میلاد درگذشت، دخترش برنیکه سوم جانشین او شد. اما با افزایش مخالفت‌ها در دربار سلطنتی علیه ایده پادشاهی یک زن به‌تنهایی، برنیکه سوم پذیرفت که به‌صورت مشترک با پسرعمویش و پسرخوانده‌اش، بطلمیوس یازدهم الکساندر دوم، که این ترتیب به دستور دیکتاتور رومی، سولا، ترتیب داده شده بود، حکومت کند. بطلمیوس یازدهم اندکی پس از ازدواجشان در سال ۸۰ پیش از میلاد همسرش را به قتل رساند و به‌زودی پس از آن، در شورشی که به دنبال این ترور شکل گرفت، توسط مردم کشته شد. بطلمیوس یازدهم، و شاید عمویش بطلمیوس نهم یا پدرش بطلمیوس دهم الکساندر اول، پادشاهی بطلمیوسی را به‌عنوان وثیقه وام‌هایی به روم واگذار کرده بودند. این امر به رومی‌ها برای تسلط بر مصر، به‌عنوان دولت متکی خود، پس از قتل بطلمیوس یازدهم، حقی قانونی بخشید. با این حال، رومی‌ها ترجیح دادند قلمرو بطلمیوسی را میان پسران نامشروع بطلمیوس نهم تقسیم کنند و مصر را به بطلمیوس دوازدهم آئولتس و قبرس را به پسر دیگری با همین نام واگذار کردند.

## اوایل زندگی
کلئوپاترای هفتم در اوایل سال ۶۹ پیش از میلاد از بطلمیوس دوازدهم، فرعون حاکم دودمان بطلمیوسی، و مادری که هویتش به‌طور دقیق مشخص نیست، زاده شد؛ گمان می‌رود این مادر، کلئوپاترا پنجم تریفائنا، همسر بطلمیوس دوازدهم باشد (احتمالاً همان کلئوپاترا ششم تریفائنا است)، که مادر برنیس چهارم، خواهر بزرگ‌تر کلئوپاترا، نیز بود. نام کلئوپاترا تریفائنا چند ماه پس از تولد کلئوپاترا در سال ۶۹ پیش از میلاد از اسناد رسمی حذف می‌شود.  سه فرزند دیگر بطلمیوس دوازدهم، یعنی آرسینوئه چهارم، خواهر کلئوپاترا، و برادرانش، بطلمیوس سیزدهم و بطلمیوس چهاردهم، زمانی به دنیا آمدند که همسر بطلمیوس دوازدهم کنارشان نبود. مربی دوران کودکی کلئوپاترا، فیلوستراتوس نام داشت که به او فنون خطابه و فلسفه یونان را آموزش داد. کلئوپاترا در دوران جوانی خود به احتمال زیاد در موسیون، از جمله کتابخانه اسکندریه، به تحصیل مشغول بوده است.

## نشستن بر تخت سلطنت
هویت مادر کلئوپاترا دقیقاً مشخص نیست اما بنا بر باور عمومی مادر او کلئوپاترای پنجم تریفائنا، خواهر یا خواهرزاده و همسر بطلمیوس دوازدهم، است. همچنین اگر کلئوپاترای پنجم دختر بطلمیوس دهم و کلئوپاترا برنیس سوم نباشد، این احتمال نیز می‌رود که مادر کلئوپاترا عضوی دیگر از دودمان بطلمیوسی و دختر بطلمیوس دهم و کلئوپاترا برنیس سوم باشد. پدر کلئوپاترا، بطلمیوس دوازدهم، از نوادگان بطلمیوس اول است که او خود از معتمدترین سرداران اسکندر کبیر به‌شمار می‌آید.
تمرکز قدرت و فساد منجر به بروز شورش‌هایی در سرزمین مصر و از دست رفتن قبرس و برقه شد و بدین ترتیب حکومت بطلمیوس دوازدهم به یکی از فاجعه‌بارترین ادوار حکومت خاندان بطلمیوسی مبدل گشت. هنگامی که بطلمیوس به همراه کلئوپاترا به روم سفر کرده بود، کلئوپاترای ششم تریفائنا از فرصت استفاده کرد و تخت و تاج سلطنتی را غصب کرد اما تنها اندکی بعد در شرایطی مشکوک مرد. اگرچه منابع تاریخی در این باره سکوت کرده‌اند اما باور عمومی بر این است که خواهرش، برنیس چهارم، او را مسموم کرد تا خودش به‌تنهایی حکمرانی کند. فارغ از دلیل مرگ کلئوپاترای ششم، برنیس چهارم تا زمان بازگشت بطلمیوس دوازدهم در سال ۵۵ پیش از میلاد بر تخت سلطنت نشست. بطلمیوس دوازدهم به کمک اولوس گابینیوس، ژنرال رومی، اسکندریه را تصرف کرد و باز پس گرفت. برنیس زندانی و اندکی بعد اعدام شد و آنطور که گفته می‌شود سرش به فرمان پدر به دربار سلطنتی فرستاده شد. در این زمان کلئوپاترا که چهارده سال سن داشت، به عنوان نایب‌السلطنه و قائم مقام پدرش منصوب شد گرچه احتمالاً قدرت او به‌شدت محدود بوده است.
بطلمیوس دوازدهم در مارس سال ۵۱ پیش از میلاد درگذشت و بنا بر وصیتش دختر هجده ساله‌اش، کلئوپاترا، و پسر ده ساله‌اش، بطلمیوس سیزدهم، مشترکاً بر تخت سلطنت نشستند. سه سال اول حکومت آنان با دشواری‌های فراوانی همراه بود: مسائل اقتصادی، خشکسالی، عدم طغیان کافی رود نیل، و بروز مناقشه‌های سیاسی. گرچه کلئوپاترا بنا بر رسم بطلمیوسی‌ها، با برادر جوان‌ترش وصلت کرده بود اما به‌زودی نشان داد که قصد ندارد قدرت را با او تقسیم کند.
در اوت سال ۵۱ پیش از میلاد روابط کلئوپاترا و بطلمیوس به‌کلی شکرآب شد. کلئوپاترا نام بطلمیوس را از اسناد رسمی حذف کرد و دستور داد تا در سکه‌ها تنها صورت او نقش ببندد. این اقدام کلئوپاترا برخلاف رسوم بطلمیوسی‌ها بود که مطابق آن حکمرانان زن تحت امر حکمرانان مرد قرار می‌گرفتند. در سال ۵۰ پیش از میلاد کلئوپاترا درگیر مناقشه‌ای جدی با گابینیانی شد. گابینیانی گروهی از سربازان رومی تحت امر اولوس گابینیوس بودند که در مصر مانده بودند تا از سلطنت بطلمیوس دوازدهم پس از رسیدن دوباره به قدرت در سال ۵۵ پیش از میلاد حفاظت کنند. وقتی که پسران فرماندار رومی سوریه، مارکوس کالپورنیوس بیبولوس، به مصر آمدند تا از گابینیانی برای پدرشان علیه پارتیان درخواست یاری کنند، گابینیانی سر به شورش برداشتند و پسران بیبولوس را کشتند. کلئوپاترا مسببان این قتل را در غل و زنجیر کرد و به بیبولوس تحویل داد. بدین ترتیب بود که گابینیانی به دشمنان خونی کلئوپاترا بدل گشتند. درگیری کلئوپاترا با گابینیانی از دلایل اصلی سقوط کلئوپاترا از قدرت بود. دوران حکومت انفرادی کلئوپاترا سرانجام با دسیسهٔ گروهی از درباریان به رهبری خواجه پوتینوس و همراهی ژنرالی نیمه یونانی به نام آچیلاس و همچنین تئودوتوس اهل خیوس به پایان رسید. حول و حوش سال ۴۸ پیش از میلاد برادر جوان‌تر کلئوپاترا، بطلمیوس سیزدهم، به تنهایی بر تخت سلطنت تکیه زد.
کلئوپاترا سعی کرد در حوالی پلوسیوم شورشی به پا کند اما به‌زودی مجبور شد همراه تنها خواهر باقی‌مانده‌اش، آرسینو، بگریزد.

## روابط با روم

### قتل پومپه
وقتی کلئوپاترا در تبعید به سر می‌برد، روم درگیر جنگی داخلی شد که در یک سر آن پومپه قرار داشت و در سر دیگر آن ژولیوس سزار. در پاییز سال ۴۸ پیش از میلاد پومپه در نبرد فارسال مغلوب سزار شد و به اسکندریه گریخت و پناه خواست. بطلمیوس که در آن هنگام تنها سیزده سال داشت، تختی در لنگرگاه برای خودش بر پا کرده بود و از آنجا شاهد قتل پومپه به دست یکی از افسران پیشینش خودش (پومپه) بود که در آن زمان در محضر خاندان بطلمیوسی خدمت می‌کرد. سر او را به محض خروج از کشتی، جلو چشمان زن و بچه‌هایش زدند. گفته می‌شود بطلمیوس دستور داده بود تا بلافاصله سر پومپه را بزنند تا نزد سزار خودشیرینی کرده باشد و بدین ترتیب دل سزار را که در آن زمان مصر به او بدهی کلانی داشت، نرم کرده باشد و او را به متحد جدید مصر بدل کند. اما این ماجرا مطابق میل بطلمیوس پیش نرفت و دو روز بعد که سزار در تعقیب پومپه به مصر رسید و با سر بریدهٔ پومپه مواجه گشت، به شدت خشمگین شد. اگرچه پومپه رقیب سیاسی سزار به‌شمار می‌آمد، اما پیش و بیش از آن یکی از کنسول‌های روم بود و بی‌حرمتی به او در نظر سزار بی‌حرمتی به روم بود. همچنین پومپه شوهر تنها دختر قانونی سزار، ژولیا، بود که به هنگام زایمان مرده بود. سزار کنترل پایتخت مصر را به زور در دست گرفت و خود را به عنوان کسی که می‌باید میان بطلمیوس و کلئوپاترا وساطت کند تحمیل کرد.

### روابط با ژولیوس سزار

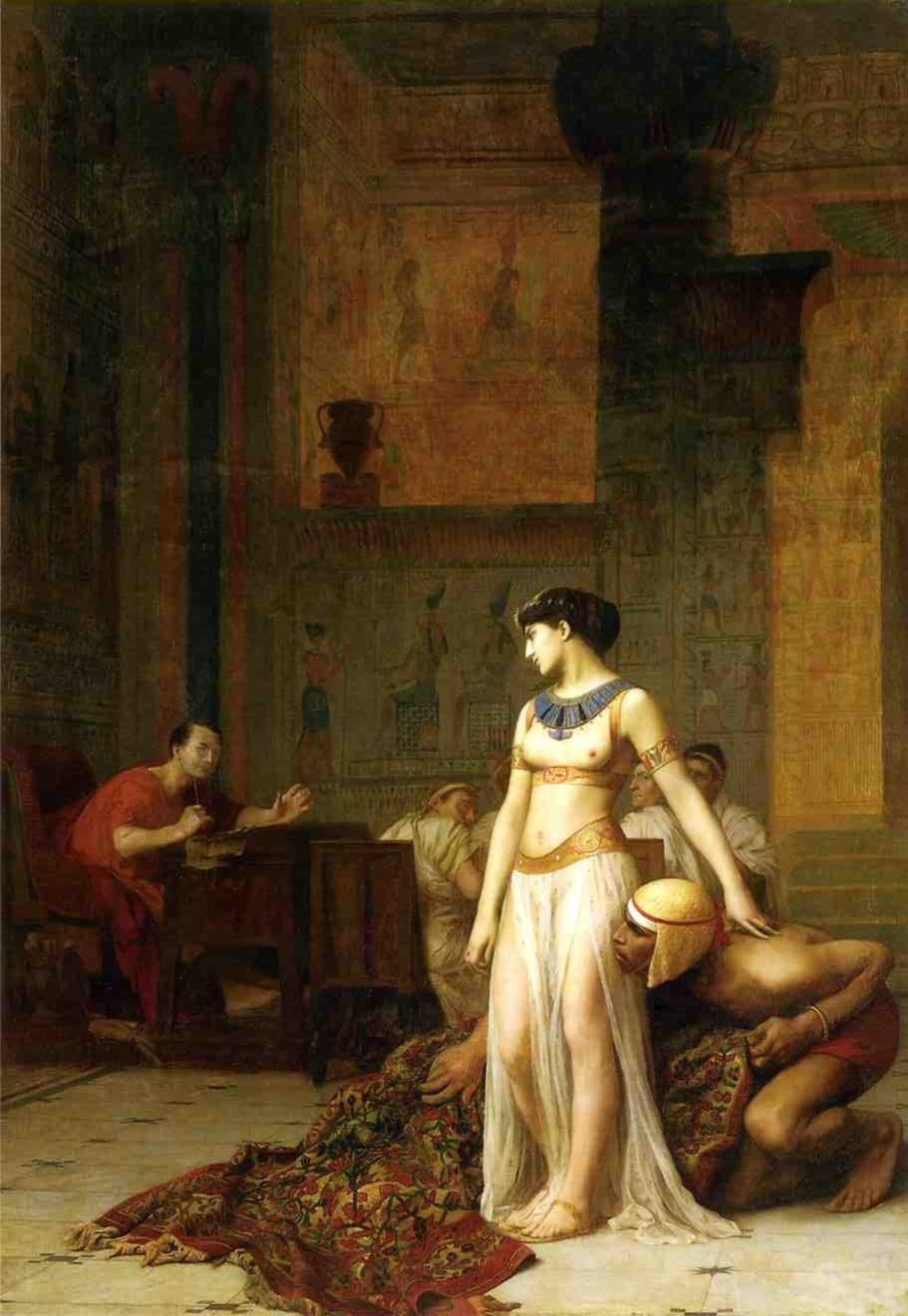
کلئوپاترا و سزار اثر ژان لئون ژروم

کلئوپاترا به امید آنکه از خشم ژولیوس سزار نسبت به بطلمیوس نهایت استفاده را ببرد، چاره‌ای اندیشید تا مخفیانه راهی به درون قصر یابد و با سزار دیدار کند. پلوتارک در کتاب زندگی ژولیوس سزار توصیفی زنده و روشن از نحوهٔ ورود او به قصر و گذر از نگهبانان سلطنتی در حالی که در درون فرشی پیچیده شده بود و بر دستان آپولودروس اهل سیسیل حمل می‌شد ارائه کرده است. او در آن شب دل از ژولیوس سزار برد و نه ماه بعد در سال ۴۷ پیش از میلاد پسری به دنیا آورد که بطلمیوس سزار نامیدش و به سزاریون به معنای «سزار کوچک» ملقبش کرد.
سزار پس از ملاقات با کلئوپاترا طرح‌هایش برای ضمیمه کردن مصر به خاک روم را کنار گذاشت و در نزاع بین خواهر و برادر برای کسب قدرت جانب کلئوپاترا را گرفت. پس از آنکه میتریداتس حصر اسکندریه را در هم شکست، سزار در نبرد نیل لشکر بطلمیوس را مغلوب کرد. بطلمیوس در رود نیل غرق شد و سزار کلئوپاترا را به رأس قدرت بازگرداند. کلئوپاترا بار دیگر تخت و تاج مصر را مشترکاً به‌همراه برادر جوان‌تر دیگرش، بطلمیوس چهاردهم، در دست گرفت. سزار مصر را ترک کرد اما سه لژیون رومی تحت فرماندهی روفیو در مصر باقی‌ماندند.

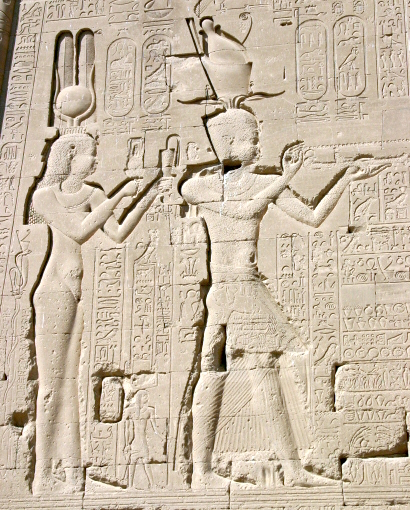
نقش‌برجسته‌ای از کلئوپاترای هفتم و پسرش، سزاریون، در معبد دندره

با آنکه کلئوپاترا به هنگام ملاقات با سزار، تنها ۲۱ سال داشت و سزار ۵۲ ساله بود، در مدت اقامت سزار در مصر بین سال‌های ۴۸ و ۴۷ پیش از میلاد، هر دو عاشق یکدیگر شده بودند. کلئوپاترا ادعا می‌کرد که سزار پدر پسرش، سزاریون، است و مایل بود که سزار سزاریون را وارث قانونی خود اعلام کند اما سزار زیر بار نرفت و در عوض نوهٔ خواهرش، اوکتاویان، را وارث قانونی خود اعلام کرد. همچنین شایعه شده بود که به هنگام اقامت سزار در مصر، کلئوپاترا سزار را به ستاره‌شناس محبوبش، سوسیجنس اهل اسکندریه، معرفی کرد و او بود که برای اولین بار ایدهٔ روز کبیسه و سال کبیسه را مطرح کرد.
کلئوپاترا، بطلمیوس چهاردهم، و سزاریون در تابستان سال ۴۶ پیش از میلاد از روم بازدید کردند. ملکهٔ مصر در یکی از خانه‌های سزار اقامت گزید. روابط مابین کلئوپاترا و سزار نزد مردم روم عیان شده و رسوایی به بار آورده بود زیرا که دیکتاتور رومی همسر داشت. اما سزار بی‌توجه به حرف‌های مردم حتی مجسمه‌ای طلایی از کلئوپاترا در هیبت ایسیس را در معبد ونوس جنتریکس که در فروم جولیوم قرار داشت نصب کرده بود. سیسرون، خطیب نامدار رومی، در نامه‌هایی از او که بر جای مانده از ملکهٔ مصر اعلام بیزاری کرده است. کلئوپاترا و هیئت همراهش در ۱۵ مارس سال ۴۴ پیش از میلاد، هنگامی که سزار را در سنا به قتل رساندند همچنان در روم بودند. پس از قتل سزار، کلئوپاترا در معیت همراهانش به مصر بازگشت. پس از مرگ بطلمیوس چهاردهم که ظاهراً به دستور خواهر بزرگترش مسموم شده بود، کلئوپاترا سزاریون را نایب‌السلطنه و ولیعهد خود قرارداد و لقب تئوس فیلوپاتور فیلومتور به معنای «خداوندگار دوستدار پدر و مادر» را به او اعطا کرد.

### کلئوپاترا و جنگ داخلی روم
در جنگ داخلی روم که بین طرفداران سزار، به رهبری مارک آنتونی و اوکتاویان، و قاتلان سزار، به رهبری مارکوس ژونیوس بروتوس و گایوس کاسیوس لونگینوس، درگرفته بود کلئوپاترا جانب طرفداران سزار را گرفت. بروتوس و کاسیوس ایتالیا را ترک کردند و به سمت شرق سرزمین روم بادبان کشیدند و در آنجا مناطق وسیعی را فتح کردند و پایگاه‌های نظامی بنیان نهادند. در ابتدای سال ۴۳ پیش از میلاد کلئوپاترا با فرمانده طرفداران سزار در شرق، پاپلیوس کونلیوس دولابلا، پیمان اتحاد بست و در ازای اهدای کمک نظامی و مالی به او خواستار آن شد که فرمانده رومی سزاریون را به رسمیت بشناسد. اما دیری نپایید که دولابلا در لائودیکئا محاصره شد و خودکشی کرد.
کاسیوس به این فکر افتاد که به مصر حمله کند تا ثروت عظیم آن کشور را تاراج کند و جزای حمایت کلئوپاترا از دولابلا را نیز داده باشد. فتح مصر هدفی سهل‌الوصول به نظر می‌رسید زیرا که آن کشور فاقد نیروهای نظامی قدرتمند بود و در وضعیت خشکسالی و شیوع بیماری‌های واگیردار قرار گرفته بود. کاسیوس همچنین قصد داشت راه فرستادن نیروهای کمکی برای آنتونی و اوکتاویان از سوی مصر را سد کند. اما او در جامهٔ عمل پوشاندن به این نیتش ناکام ماند زیرا که در اواخر سال ۴۳ پیش از میلاد بروتوس به او فرمان داد که به اسمیرنا بازگردد. کاسیوس تلاش کرد تا راه کمک رساندن کلئوپاترا به طرفداران سزار را سد کند و از این رو لوسیوس استایوس مورکوس با ۶۰ کشتی جنگی و لژیونی متشکل از سربازان زبده در موقعیت کیپ ماتاپان در جنوب پلوپونز قرار گرفت. با وجود این، کلئوپاترا به همراه ناوگان دریایی‌اش در امتداد خط ساحلی لیبی از اسکندریه به سمت غرب بادبان کشید تا به نیروهای طرفدار سزار ملحق شود اما مجبور شد به مصر بازگردد زیرا که کشتی‌هایش در اثر طوفانی شدید آسیب دیده بودند و خودش نیز بیمار شده بود. استایوس مورکوس از بداقبالی ملکه باخبر شد و خرابه‌های ناوگان دریایی او را در سواحل یونان مشاهده کرد. در نتیجه کشتی‌هایش را به سمت دریای آدریاتیک به حرکت درآورد.

### روابط با مارک آنتونی

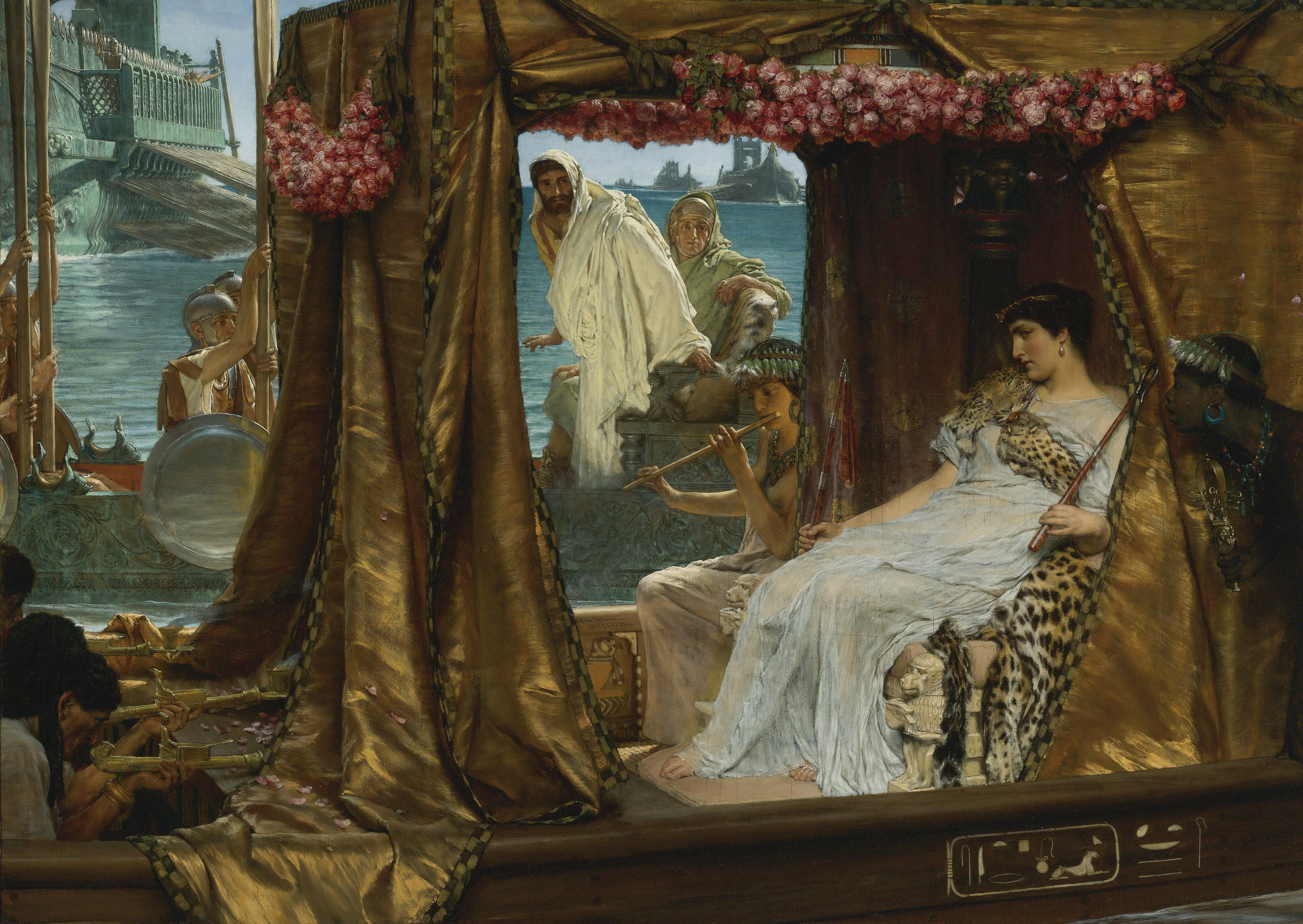
آنتونی و کلئوپاترا اثر لورنس آلما-تدیما

در سال ۴۱ پیش از میلاد مارک آنتونی، یکی از زمامداران سه‌گانهٔ روم در خلأ قدرت پیش آمده پس از درگذشت سزار، یار صمیمی‌اش، کوئینتوس دلیوس، را به مصر فرستاد تا کلئوپاترا را به طرسوس احضار کند تا ملکه دیداری با مارک آنتونی داشته باشد و به سؤالات او در رابطه با میزان وفاداری‌اش پاسخ دهد زیرا که شنیده می‌شد در کوران جنگ داخلی روم، کلئوپاترا پول زیادی به کاسیوس پرداخت کرده است. اما به نظر می‌رسد این موضوع بهانه‌ای بیش نبوده و هدف اصلی آنتونی از ملاقات با کلئوپاترا حصول اطمینان نسبت به پشتیبانی ملکه از جنگ محتمل‌الوقوع او علیه پارتیان بوده است. کلئوپاترا در هیبتی فریبنده و رؤیایی ظاهر شد و آنتونی آنچنان مسحور و عاشق زیبایی او شد که رزم و سیاست را از یاد برد و ترجیح داد که زمستان سال ۴۱ و ۴۰ پیش از میلاد را در کنار کلئوپاترا در اسکندریه بگذراند.
کلئوپاترا به منظور حفاظت از خود و پسرش، آنتونی را تحریک کرد تا فرمان قتل خواهرش، آرسینو، را بدهد. در آن زمان آرسینو در معبد آرتمیس در اِفِسوس زندگی می‌کرد و افسوس تحت کنترل رومیان بود. آرسینو را در سال ۴۱ پیش از میلاد در پلکان معبد کشتند و این عمل در نظر مردم بی‌حرمتی به قداست معبد بود و برای روم بدنامی به بار آورد. همچنین کلئوپاترا دستور قتل دست‌نشانده‌اش در قبرس، سراپیون، را صادر کرد زیرا که کاسیوس را بر ضد ملکه یاری کرده بود.
در ۲۵ دسامبر سال ۴۰ پیش از میلاد کلئوپاترا از آنتونی دوقلویی به نام‌های الکساندر هلیوس و کلئوپاترا سلن دوم به دنیا آورد. چهار سال بعد که آنتونی به منظور جنگ با پارتیان به سمت شرق لشکرکشی کرده بود، در میانهٔ راه از اسکندریه نیز بازدید کرد. او روابطش با کلئوپاترا را از سر گرفت و از این زمان به بعد اسکندریه به خانه و کاشانهٔ او تبدیل شد. علی‌رغم آنکه آنتونی پیش از این با خواهر کوچک‌تر اوکتاویان، یکی دیگر از زمامداران سه‌گانهٔ روم، ازدواج کرده بود، اما در اسکندریه طبق آداب و رسوم مصر با کلئوپاترا نیز پیمان زناشویی بست. کلئوپاترا از آنتونی فرزند دیگری به نام بطلمیوس فیلادلفوس به دنیا آورد.
در بخشش‌های اسکندریه که در اواخر سال ۳۴ پیش از میلاد و پس از تسخیر ارمنستان به دست آنتونی برگزار شد کلئوپاترا و سزاریون به عنوان فرمانروایان مشترک مصر و قبرس تاجگذاری کردند. همچنین الکساندر هلیوس به عنوان فرمانروای ارمنستان، ماد، و پارت؛ کلئوپاترا سلن دوم به عنوان فرمانروای برقه و لیبی؛ و بطلمیوس فیلادلفوس به عنوان فرمانروای فنیقیه، سوریه، و کیلیکیه تاجگذاری کردند؛ و نیز آنتونی کلئوپاترا را به لقب «ملکهٔ شاهان» مفتخر کرد. دشمنان او در روم از این می‌ترسیدند که مبادا کلئوپاترا در فکر «. . . ترتیب دادن جنگی انتقامی باشد که در آن تمامی شرق در برابر روم صف‌آرایی کنند، خود را به عنوان امپراتریس جهان در روم بازشناساند، از کاپیتولیوم طلب عدالت کند، و یک قلمرو سلطنتی جهانی را ایجاد کند». سزاریون نه تنها تا مقام نایب‌السلطنهٔ کلئوپاترا ترفیع داده شده بود، بلکه مفتخر به چندین لقب از جمله خداوندگار، پسر خدا، و شاه شاهان شده و در هیئت هورس تصویرپردازی شده بود. مصریان گمان می‌کردند که روح ایزدبانویشان، ایسیس، در کالبد کلئوپاترا حلول کرده است زیرا که او خود را «نئا ایسیس» می‌نامید.
روابط مابین آنتونی و اوکتاویان که برای چندین سال به طرز نامساعدی ادامه داشت، سرانجام در سال ۳۳ پیش از میلاد به‌کلی از هم گسیخت و اوکتاویان سنا را مجاب کرد تا علیه مصر اعلان جنگ کند. در سال ۳۱ پیش از میلاد نیروهای آنتونی در نزدیکی ساحل آکتیوم در یک نبرد دریایی به مقابله با سربازان رومی برخاستند. کلئوپاترا نیز با ناوگان دریایی خودش در این نبرد حضور یافت. بنا بر نوشته‌های پلوتارک، کلئوپاترا در اوج نبرد با کشتی‌هایش پا به فرار گذاشت و آنتونی بی‌اختیار او را دنبال کرد. پس از پیروزی در نبرد آکتیوم، اوکتاویان به مصر حمله برد و در ۱ اوت سال ۳۰ پیش از میلاد هنگامی که سپاهش به اسکندریه نزدیک شده بود، سربازان آنتونی او را ترک کردند و به نیروهای دشمن پیوستند.
چندین داستان تأییدنشدنی دربارهٔ کلئوپاترا وجود دارد که یکی از معروف‌ترین‌هایشان از قرار زیر است: در یکی از شام‌های ولخرجانه‌ای که کلئوپاترا به همراه آنتونی میل می‌کرد، به شوخی با او شرط می‌بندد که می‌تواند ده میلیون سکه برای یک وعدهٔ شام خرج کند و آنتونی شرط را می‌پذیرد. شب بعدی، کلئوپاترا دستور می‌دهد که شامی بسیار معمولی و عادی سرو کنند. آنتونی شروع به دست انداختن کلئوپاترا می‌کند که در این حین کلئوپاترا دستور سرو وعدهٔ دوم را می‌دهد که تنها و تنها از یک فنجان سرکهٔ قوی تشکیل می‌شد. سپس کلئوپاترا یکی از گوشواره‌های مروارید بی‌نهایت گرانبهایش را درمی‌آورد و درون سرکه می‌اندازد، اندکی صبر می‌کند تا مروارید حل شود و سپس آن را می‌نوشد. شرح این داستان را اولین بار پلینی پیرتر و ۱۰۰ سال پس از برگزاری احتمالی چنین ضیافتی داده است. کلسیم کربنات موجود در مروارید واقعاً در سرکه حل می‌شود اما به‌آرامی مگر آنکه از پیش کاملاً خرد شده باشد.

## مرگ

مرگ کلئوپاترا اثر گوئیدو کانیاتچی، سال ۱۶۵۸

منابع باستان بالاخص منابع رومی جملگی متفق‌اند که کلئوپاترا یک مار کبرای مصری را تحریک کرد تا او را بگزد و بدین ترتیب خودکشی کرد. قدیمی‌ترین منبع استرابو است که در زمان وقوع حادثه زنده بوده و احتمالاً در اسکندریه می‌زیسته است. طبق سخن استرابو دو داستان محتمل است: استفاده از پماد زهرآگین یا گزش پستان کلئوپاترا توسط یک مار کبرا. تا ده سال پس از وقوع حادثه، چندین شاعر رومی و همچنین ۱۵۰ سال بعد نیز فلوروس تاریخدان به گزش دو کبرا اشاره کرده‌اند. ولئیوس نیز شصت سال پس از مرگ کلئوپاترا به گزش یک کبرا اشاره می‌کند. برخی نویسندگان صحت این گزارش‌های تاریخی را مورد تشکیک قرار داده و اظهار داشته‌اند که ممکن است کلئوپاترا به دستور اوکتاویان کشته شده باشد.
در سال ۲۰۱۰ کریستوف شیفر، مورخ آلمانی، تمامی فرضیه‌های موجود را به چالش کشید و اظهار کرد که در واقع ملکه مسموم شده و با نوشیدن مخلوطی از زهرها خودکشی کرده است. شیفر پس از مطالعهٔ متون تاریخی و مشورت با زهرشناسان، به این نتیجه رسیده است که گزش مار کبرا موجب مرگی آرام و بدون درد نخواهد شد زیرا که زهر کبرا بخش‌هایی از بدن و در وهله نخست چشم‌ها را فلج می‌کند و سپس موجب مرگ می‌شود. شیفر و دیتریش مبس زهرشناس به این نتیجه رسیدند که کلئوپاترا با نوشیدن معجونی از شوکران، چتریان و افیون خودکشی کرده است.
پلوتارک تقریباً ۱۳۰ سال پس از وقوع حادثه می‌نویسد که پس از مرگ آنتونی، اوکتاویان موفق شد کلئوپاترا را در آرامگاهش اسیر کند. او به بندهٔ آزادشده‌اش، اپافرودیتوس، دستور داد تا از ملکه مراقبت کند تا مبادا دست به خودکشی بزند زیرا که گفته می‌شد آنتونی قصد دارد در جشن پیروزی‌اش، کلئوپاترا را همراه خود داشته باشد. اما کلئوپاترا توانست اپافرودیتوس را بفریبد و خودکشی کند. پلوتارک می‌نویسد که وقتی کلئوپاترا را یافتند او مرده بود در حالی که ملازمش، ایراس، بر روی پاهای او افتاده بود و ملازم دیگرش، چارمین، پیش از آنکه تعادلش را از دست بدهد تاج او را مرتب می‌کرد. پلوتارک ادامه می‌دهد که یک کبرا در سبدی از انجیر که یک دهاتی برایشان آورده بود پنهان شده بود. کلئوپاترا پس از خوردن چند انجیر مار را می‌یابد و بازویش را به گونه‌ای قرار می‌دهد که توسط مار گزیده شود. بعضی از داستان‌ها حکایت از آن دارند که کبرا در یک کوزه پنهان شده بود و کلئوپاترا با یک سیخ آنقدر مار را سیخونک کرد تا از شدت عصبانیت بازویش را بگزد. در نهایت پلوتارک به این امر اشاره می‌کند که در مراسم جشن پیروزی اوکتاویان در روم، تمثالی از کلئوپاترا که یک مار کبرا به آن چسبیده بود به نمایش گذاشته شد.
سوئتونیوس نیز که با پلوتارک هم‌دوره بوده به مرگ کلئوپاترا با گزش مار کبرا اشاره می‌کند.
شکسپیر با بیان اینکه کلئوپاترا مار را در نزدیکی پستانش نگه داشته است، بخشی از تصویری را که در ذهن ما از مرگ کلئوپاترا مجسم شده بود تغییر داد. تا پیش از این عموماً بر این عقیده بودند که مار بازوی کلئوپاترا را گزیده است.

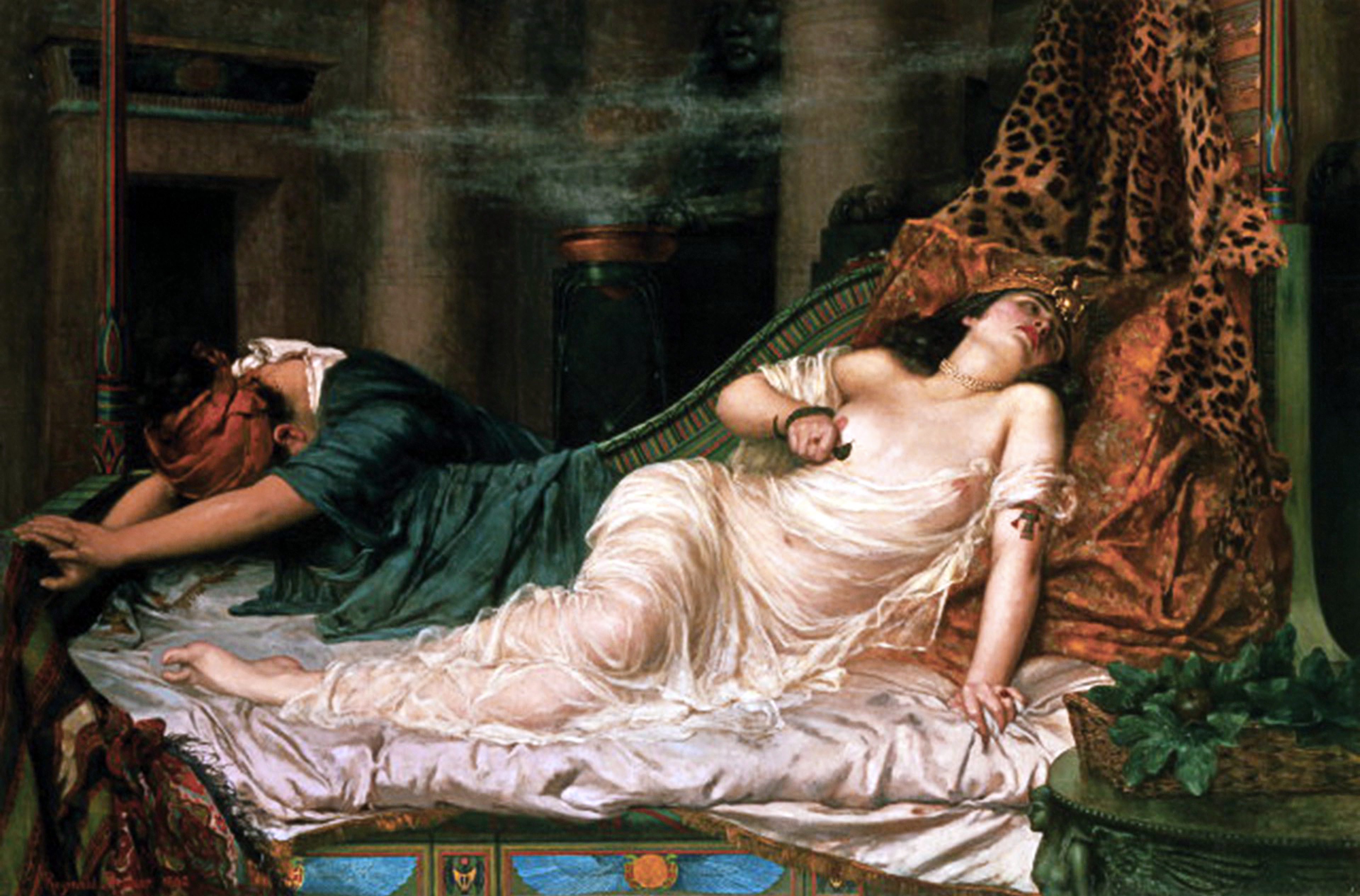
مرگ کلئوپاترا اثر رجینالد آرتور، سال ۱۸۹۲

پلوتارک از مرگ آنتونی نیز می‌نویسد. وقتی که سپاهیانش او را ترک کردند و به لشکر اوکتاویان پیوستند، او فریاد می‌کشد که کلئوپاترا به او خیانت کرده است. کلئوپاترا هراسان از از خشم آنتونی، خود را به همراه دو ملازمش در آرامگاهش محبوس کرد و برای آنتونی پیغام فرستاد که او (کلئوپاترا) مرده است. آنتونی که مرگ کلئوپاترا را باور کرده بود شمشیر را در شکمش فرو برد و در حالت مرگ بر روی زمین افتاد. با افتادن او بر روی زمین جریان خون قطع می‌شود و او از هر کس و ناکسی می‌خواهد که جانش را بگیرد و زندگی‌اش را پایان بخشد. پیغام دیگری از کلئوپاترا می‌رسد که آنتونی را پیش او بیاورند و آنتونی که از زنده بودن کلئوپاترا به وجد آمده است پیشنهاد کلئوپاترا را می‌پذیرد. کلئوپاترا درهای آرامگاه را باز نمی‌کند اما طنابی از پنجره بیرون پرت می‌کند. پس از آنکه آنتونی را محکم به طناب بستند، کلئوپاترا و ملازمانش او را بالا می‌کشند. این کار تقریباً نفس‌های آنتونی را به شماره می‌اندازد. پس از آنکه او را از پنجره به درون آرامگاه می‌کشند، بر روی تختی می‌خوابانندش. کلئوپاترا لباس‌های خودش را درمی‌آورد و با آن‌ها آنتونی را می‌پوشاند. کلئوپاترا دیوانه‌وار فریاد می‌زند و زاری می‌کند، بر سینه‌هایش می‌زند و خودزنی می‌کند. آنتونی از او می‌خواهد که آرام بگیرد، جام شرابی از او می‌خواهد و با سر کشیدن جام شراب جان می‌دهد.
مکان آرامگاه کلئوپاترا و مارک آنتونی نامشخص است اما به اعتقاد شورای عالی آثار باستانی مصر، آرامگاه آن‌ها در خود معبد تاپوسیریس ماگنا یا در نزدیکی‌اش واقع در جنوب غربی اسکندریه قرار گرفته است.
پس از آنکه اسکندریه در برابر اوکتاویان سقوط کرد، سزاریون، پسر کلئوپاترا از سزار، توسط مصریان به عنوان فرعون جدید معرفی شد. اما تنها اندکی بعد رومیان سزاریون را اسیر کردند و کشتند. آنطور که گفته می‌شود یکی از مشاوران اوکتاویان سرودهٔ هومر مبنی بر اینکه «چند سزار در اقلیمی نگنجند» را نقل کرد و اوکتاویان دستور کشتن سزاریون را صادر کرد. بدین ترتیب نه تنها دورهٔ فرعون‌های هلنیستی مصر به سر رسید، بلکه نسل فرعون‌های مصر برچیده شد. جان سه فرزند کلئوپاترا و آنتونی را بخشیدند و به روم بردند و همسر آنتونی (خواهر اوکتاویان) از آن‌ها نگهداری کرد. کلئوپاترا سلن، دختر کلئوپاترا، بنا بر نظر اوکتاویان با یوبای دوم ازدواج کرد.

## شخصیت و زیبایی زیاد
کلئوپاترا حتی در جهان باستان نیز زنی با زیبایی خیره‌کننده در نظر گرفته می‌شد. پلوتارک در کتاب زندگی آنتونی می‌نویسد: «با توجه به شواهدی که او [کلئوپاترا] پیش از این از تأثیر زیبایی‌اش بر گایوس سزار و گنائوس، پسر پومپه، در دست داشت، امیدوار بود که به سادگی بتواند آنتونی را مجنون خود کند؛ زیرا که سزار و پومپه او را به هنگامی که دختر بچه‌ای بیش نبود و از افسونگری و شور جنسی چیزی نمی‌دانست دیده بودند، اما آنتونی زمانی قرار بود او را ببیند که زنان در آن سن و سال زیباترین وجهه‌شان را دارند». با این وجود پلوتارک در ادامه می‌نویسد که «زیبایی او، آنطور که به ما گفته‌اند، به خودی خود نه بی‌همتا بود و نه بیننده را میخکوب می‌کرد» بلکه این لطافت طبع و دلربایی و «شیرینی لحن صدایش» بود که او را جذاب می‌کرد.
دیون کاسیوس نیز از سحر و زیبایی کلئوپاترا سخن گفته است: «زیرا که او زنی بود با زیبایی‌ای شگفتی‌آور و در آن زمان، وقتی که هنوز اوایل جوانی‌اش را می‌گذراند، زیبایی او دوچندان می‌نمود. همچنین صدایی دلنشین داشت و می‌دانست چگونه خودش را در دل هر کسی جا کند. در نگاه انداختن به بالا و گوش سپردن به مخاطب فوق‌العاده بود و می‌توانست همه را تسلیم خود کند؛ حتی مردانی که از عشق سیراب شده بودند و بهار جوانی‌شان را پشت سر گذاشته بودند. او فکر می‌کرد که دیدار با سزار سازگار و متناسب با نقش اوست و تمام تلاشش برای رسیدن به تخت و تاج را در زیبایی و جذابیت بسیارش قرار داده بود».
این گزارش‌ها بر شکل‌دادن به تصویرهایی که بعداً از کلئوپاترا ساخته شد مؤثر بود به گونه‌ای که اغلب او را در حال افسونگری و فریفتن قدرتمندترین مردان دنیای غرب به تصویر می‌کشند.

## شجره‌نامه
|             |             |             |             |              |              |              |              |              |              |                   |                   | بطلمیوس پنجم      | بطلمیوس پنجم      | بطلمیوس پنجم      | بطلمیوس پنجم      | بطلمیوس پنجم | بطلمیوس پنجم |                 |             |                |           |             |             | کلئوپاترای یکم | کلئوپاترای یکم | کلئوپاترای یکم | کلئوپاترای یکم | کلئوپاترای یکم  | کلئوپاترای یکم  |                 |                 |                 |                 |                  |                  |                  |                  |                  |                  |  |  |
|             |             |             |             |              |              |              |              |              |              |                   |                   | بطلمیوس پنجم      | بطلمیوس پنجم      | بطلمیوس پنجم      | بطلمیوس پنجم      | بطلمیوس پنجم | بطلمیوس پنجم |                 |             |                |           |             |             | کلئوپاترای یکم | کلئوپاترای یکم | کلئوپاترای یکم | کلئوپاترای یکم | کلئوپاترای یکم  | کلئوپاترای یکم  |                 |                 |                 |                 |                  |                  |                  |                  |                  |                  |  |  |
|             |             |             |             |              |              |              |              |              |              |                   |                   |                   |                   |                   |                   |              |              |                 |             |                |           |             |             |                |                |                |                |                 |                 |                 |                 |                 |                 |                  |                  |                  |                  |                  |                  |  |  |
|             |             |             |             |              |              |              |              |              |              |                   |                   |                   |                   |                   |                   |              |              |                 |             |                |           |             |             |                |                |                |                |                 |                 |                 |                 |                 |                 |                  |                  |                  |                  |                  |                  |  |  |
|             |             |             |             | بطلمیوس هشتم | بطلمیوس هشتم | بطلمیوس هشتم | بطلمیوس هشتم | بطلمیوس هشتم | بطلمیوس هشتم |                   |                   |                   |                   | بطلمیوس ششم       | بطلمیوس ششم       | بطلمیوس ششم  | بطلمیوس ششم  | بطلمیوس ششم     | بطلمیوس ششم |                |           |             |             |                |                | کلئوپاترای دوم | کلئوپاترای دوم | کلئوپاترای دوم  | کلئوپاترای دوم  | کلئوپاترای دوم  | کلئوپاترای دوم  |                 |                 |                  |                  |                  |                  |                  |                  |  |  |
|             |             |             |             | بطلمیوس هشتم | بطلمیوس هشتم | بطلمیوس هشتم | بطلمیوس هشتم | بطلمیوس هشتم | بطلمیوس هشتم |                   |                   |                   |                   | بطلمیوس ششم       | بطلمیوس ششم       | بطلمیوس ششم  | بطلمیوس ششم  | بطلمیوس ششم     | بطلمیوس ششم |                |           |             |             |                |                | کلئوپاترای دوم | کلئوپاترای دوم | کلئوپاترای دوم  | کلئوپاترای دوم  | کلئوپاترای دوم  | کلئوپاترای دوم  |                 |                 |                  |                  |                  |                  |                  |                  |  |  |
|             |             |             |             |              |              |              |              |              |              |                   |                   |                   |                   |                   |                   |              |              |                 |             |                |           |             |             |                |                |                |                |                 |                 |                 |                 |                 |                 |                  |                  |                  |                  |                  |                  |  |  |
|             |             |             |             |              |              |              |              |              |              |                   |                   |                   |                   |                   |                   |              |              |                 |             | کلئوپاترای سوم |           |             |             |                |                |                |                |                 |                 |                 |                 |                 |                 |                  |                  |                  |                  |                  |                  |  |  |
|             |             |             |             |              |              |              |              |              |              |                   |                   |                   |                   |                   |                   |              |              |                 |             |                |           |             |             |                |                |                |                |                 |                 |                 |                 |                 |                 |                  |                  |                  |                  |                  |                  |  |  |
|             |             |             |             |              |              |              |              |              |              |                   |                   |                   |                   |                   |                   |              |              |                 |             |                |           |             |             |                |                |                |                |                 |                 |                 |                 |                 |                 |                  |                  |                  |                  |                  |                  |  |  |
|             |             |             |             |              |              |              |              |              |              |                   |                   |                   |                   |                   |                   |              |              |                 |             |                |           |             |             |                |                |                |                |                 |                 |                 |                 |                 |                 |                  |                  |                  |                  |                  |                  |  |  |
| بطلمیوس دهم | بطلمیوس دهم | بطلمیوس دهم | بطلمیوس دهم | بطلمیوس دهم  | بطلمیوس دهم  |              |              |              |              | کلئوپاترا سلن یکم | کلئوپاترا سلن یکم | کلئوپاترا سلن یکم | کلئوپاترا سلن یکم | کلئوپاترا سلن یکم | کلئوپاترا سلن یکم |              |              |                 |             |                |           | بطلمیوس نهم | بطلمیوس نهم | بطلمیوس نهم    | بطلمیوس نهم    | بطلمیوس نهم    | بطلمیوس نهم    |                 |                 |                 |                 |                 |                 | کلئوپاترای چهارم | کلئوپاترای چهارم | کلئوپاترای چهارم | کلئوپاترای چهارم | کلئوپاترای چهارم | کلئوپاترای چهارم |  |  |
| بطلمیوس دهم | بطلمیوس دهم | بطلمیوس دهم | بطلمیوس دهم | بطلمیوس دهم  | بطلمیوس دهم  |              |              |              |              | کلئوپاترا سلن یکم | کلئوپاترا سلن یکم | کلئوپاترا سلن یکم | کلئوپاترا سلن یکم | کلئوپاترا سلن یکم | کلئوپاترا سلن یکم |              |              |                 |             |                |           | بطلمیوس نهم | بطلمیوس نهم | بطلمیوس نهم    | بطلمیوس نهم    | بطلمیوس نهم    | بطلمیوس نهم    |                 |                 |                 |                 |                 |                 | کلئوپاترای چهارم | کلئوپاترای چهارم | کلئوپاترای چهارم | کلئوپاترای چهارم | کلئوپاترای چهارم | کلئوپاترای چهارم |  |  |
|             |             |             |             |              |              |              |              |              |              |                   |                   |                   |                   |                   |                   |              |              |                 |             |                |           |             |             |                |                |                |                |                 |                 |                 |                 |                 |                 |                  |                  |                  |                  |                  |                  |  |  |
|             |             |             |             |              |              |              |              |              |              |                   |                   |                   |                   |                   |                   | برنیس سوم    | برنیس سوم    | برنیس سوم       | برنیس سوم   | برنیس سوم      | برنیس سوم |             |             |                |                |                |                | بطلمیوس دوازدهم | بطلمیوس دوازدهم | بطلمیوس دوازدهم | بطلمیوس دوازدهم | بطلمیوس دوازدهم | بطلمیوس دوازدهم |                  |                  |                  |                  |                  |                  |  |  |
|             |             |             |             |              |              |              |              |              |              |                   |                   |                   |                   |                   |                   | برنیس سوم    | برنیس سوم    | برنیس سوم       | برنیس سوم   | برنیس سوم      | برنیس سوم |             |             |                |                |                |                | بطلمیوس دوازدهم | بطلمیوس دوازدهم | بطلمیوس دوازدهم | بطلمیوس دوازدهم | بطلمیوس دوازدهم | بطلمیوس دوازدهم |                  |                  |                  |                  |                  |                  |  |  |
|             |             |             |             |              |              |              |              |              |              |                   |                   |                   |                   |                   |                   |              |              |                 |             |                |           |             |             |                |                |                |                |                 |                 |                 |                 |                 |                 |                  |                  |                  |                  |                  |                  |  |  |
|             |             |             |             |              |              |              |              |              |              | کلئوپاترای پنجم   |                   |                   |                   |                   |                   |              |              |                 |             |                |           |             |             |                |                |                |                |                 |                 |                 |                 |                 |                 |                  |                  |                  |                  |                  |                  |  |  |
|             |             |             |             |              |              |              |              |              |              |                   |                   |                   |                   |                   |                   |              |              |                 |             |                |           |             |             |                |                |                |                |                 |                 |                 |                 |                 |                 |                  |                  |                  |                  |                  |                  |  |  |
|             |             |             |             |              |              |              |              |              |              |                   |                   |                   |                   |                   |                   |              |              | کلئوپاترای هفتم |             |                |           |             |             |                |                |                |                |                 |                 |                 |                 |                 |                 |                  |                  |                  |                  |                  |                  |  |  |